# Gschwend
Gschwend es un municipio alemán en el distrito de Ostalb, Baden-Wurtemberg.

## Geografía

### Ubicación
| Noroeste: Fichtenberg        | Norte: Gaildorf               |                       |
| Oeste: Kaisersbach Murrhardt |                               | Este: Sulzbach-Laufen |
| Suroeste: Alfdorf            | Sur: Ruppertshofen Spraitbach | Sureste: Eschach      |

### Núcleos de población
En el término municipal de Gschwend se encuentran un total de 85 núcleos de población repartidos:
- El pueblo de Horlachen (sede de la administración municipal del antiguo municipio de Altenberg), las aldeas de Altenberg , Brandhof, Eichenkirnberg, Hagkling, Hundsberg , Lämmershof, Pritschenhof, Sturmhof, Vorderes Breitenfeld y Wasserhof, Felgenhof, Gläserhof, Haghöfle y Haghof, Alten-Gleyssern, Gauchshausen o Jauchshausen, Krebenhaus, Talheim y Hundsberger Sägmühle.

- El antiguo municipio de Frickenhofen incluye el pueblo de Frickenhofen, las aldeas de Dietenhof, Hohenreusch, Joosenhof, Lindenreute, Linsenhof, Metzlenshof, Mittelbronn, Ottenried, Rotenhar, Spittelhof, Weiler, Wildenhöfle y Wimberg, Kellershof, Schöllhof, Steinhöfle, Steinreute, Brechtenhalden, Bruckenhaus, Hohenohl, Joosenhofer Sägmühle, Käshöfle, Rappenbühl, Rappenhof, Wolfsmühle, Erkershofen, Kleiner Erkertshof, Gerbertshofen, Engertsweiler, Hagenseesägmühle, Joosenhofer Sägmühle, Käshofer Sägmühle y Scherach.

- El municipio de Gschwend antes de la reforma municipal de la década de 1970 incluye el pueblo de Gschwend, las aldeas de Birkhof, Buchhaus, Dinglesmad, Hasenhöfle, Hetzenhof, Hirschbach, Hohenreut, Honkling (antiguamente perteneciente a Gaildorf, pasó a Gschwend el 1 de abril de 1972), Humbach, Humberg, Mühläckerle, Nardenheim, Schlechtbach, Schmidbügel, Seelach, Waldhaus y Wildgarten (trasladados de Gaildorf a Gschwend el 1 de abril de 1972 ), Hetschenhof, Hollenhöfle, Hollenhof, Marzellenhof, Oppenland y Unterer Hugenhof, Ernst, Gschwender Mühle, Haldenhäusle, Oberer Hugenhof, Reißenhöfle, Roßsumpf, Schlechtbacher Sägmühle, Steinenforst y Strassenhaus, Badhaus, Gestösseln o Stösseln, Kirchberg, Lettenhäusle, Mühlrain, Rauhengehren, Salinhütte am Badsee, Stein bei Steinenforst, Tauberweiler, Tiergarten y Wegstetten.

## Demografía

### Gráfica de evolución[2]
| Gráfica de evolución de Gschwend entre 1961 y 2019 |
|                                                    |